# Wilbers Products
Die Wilbers Products GmbH ist ein Unternehmen, spezialisiert auf die Herstellung von Fahrwerken für Motorräder, beheimatet im niedersächsischen Nordhorn an der Grenze zu den Niederlanden.

## Unternehmensgeschichte
Das Unternehmen wurde 1985 durch den niederländischen Motorradrennfahrer Bernardus „Benny“ Wilbers (auch Bennie Wilbers; * 21. Mai 1952) gegründet, der bis heute Geschäftsführer des Unternehmens ist.
Benny Wilbers begann 1979 mit Gerd-Heinz Zwafink (1951–2015) in Neuenhaus mit einem Motorrad- und Motorradteilehandel. Da es für die seinerzeit häufiger werdenden Zentralfederbeine an Motorrädern keine Alternativen zu den serienmäßigen, wenig verschleißfesten Federsystemen gab, sah er hier eine Marktlücke und schloss mit White Power 1984 einen Importvertrag für Federbeine der Suzuki GSX-R 750, BMW K 100 RS und anderer Straßenmaschinen. Zudem ließ er progressive Gabelfedern herstellen. Wilbers importierte nach Gründung seines Nordhorner Unternehmens ursprünglich Federelemente des niederländischen Herstellers White Power Suspension. Nachdem White Power im Februar 1998 den Zuliefervertrag kündigte, begann man mit der hauseigenen „Technoflex“-Linie. Für Kunden bot er Termine für Testfahrten auf dem Nürburgring an. Ab 1991 nahm man bei Wilbers auch Eibach-Federn und Hagon-Stereo-Federbeine ins Programm.
Im Jahr 1998 wurde die Tochtergesellschaft WPP Wilbers GmbH (Wilbers Products Production) gegründet, sie ist seither für die Produktion und Logistik der hauseigenen Produkte verantwortlich. Ein weiterer Unternehmenszweig ist die Wilbers Technik. 1999 hatte Wilbers rund 2.500 verschiedene Dämpferausführungen für 600 verschiedene Motorradmodelle im Programm, die schon damals auch ins Ausland exportiert wurden.
Ab 2009 konnte Wilbers mit seiner „WESA“-Serie als erster Hersteller eine Alternative zu den von BMW 2005 eingeführten, während der Fahrt elektronisch verstellbaren, ESA-Feder-Dämpfer-Systemen anbieten. WESA steht hier für „Wilbers-ESA“. Nach dreijähriger Entwicklung brachte das Unternehmen 2017 mit dem „LDC“-Federbein (Level and Damping Control) ein vollautomatisches, hydropneumatisches Niveauregulierungssystem auf den Markt, das eine Kombination aus Niveauregulierung und automatischer Anpassung von Federrate und Dämpfung bietet und nicht mit „Skyhook“ fremdgesteuert wird, wie es im Continuous Damping Control (CDC) von ZF Sachs der Fall ist.
Am 1. Januar 2018 verschmolz die ebenfalls in Nordhorn ansässige Triple Tuning GmbH als hundertprozentige Tochter in die Wilbers Products GmbH, die bis dahin als Tochtergesellschaft für Wilbers unter anderem im Rennsport- und Werkstattbereich tätig war. Im gleichen Jahr begann der Neubau einer Nutzhalle mit über 3.000 Quadratmetern Nutzfläche, der 2019 abgeschlossen wurde und in direkter Nachbarschaft des Vertriebsgebäudes die Produktion sowie die Logistik beherbergt.
Mit dem „BMW Motorrad BoxerCup Promoted by Wilbers“ startet im Frühjahr 2019 die offizielle Neuauflage des BMW BoxerCups. Hauptsponsor ist BMW Motorrad.

## Rennteams
In den 2000er Jahren war Wilbers mit Rennteams bei FIM-Supersport-Weltmeisterschaften und Internationalen Deutschen Motorradmeisterschaften (IDM) vertreten. Seit 2010 betreibt Wilbers Products mit dem Wilbers-BMW-Racing-Team ein Motorsportteam in der IDM. In enger Zusammenarbeit mit BMW-Motorrad sowie ZF Friedrichshafen entstehen in diesem Team Neuentwicklungen, die in die Produktion von speziellen Motorsport-Fahrwerken und Straßenfahrwerken einfließen.

### Supersport-WM-Erfolge
| Saison             | Fahrer             | Motorradtyp         | Platz              |
| Wilbers Suspension | Wilbers Suspension | Wilbers Suspension  | Wilbers Suspension |
| ------------------ | ------------------ | ------------------- | ------------------ |
| 2001               | Jörg Teuchert      | Yamaha YZF-R6       | 3                  |
| 2001               | Christian Kellner  | Yamaha YZF-R6       | 14                 |
| Wilbers Racing     |                    |                     |                    |
| 2008               | Jesco Günther      | Triumph Daytona 675 | –                  |

### IDM-Erfolge
| Saison             | Disziplin       | Fahrer                         | Motorradtyp                                             | Platz          |
| Wilbers Racing     | Wilbers Racing  | Wilbers Racing                 | Wilbers Racing                                          | Wilbers Racing |
| ------------------ | --------------- | ------------------------------ | ------------------------------------------------------- | -------------- |
| 2004               | Supersport      | Martin Bauer                   | Suzuki GSX-R 600                                        | 5              |
| 2005               | Superbike       | Christian Kellner              | Suzuki GSX-R 1000                                       | 6              |
| 2006               | Superbike       | Christian Kellner              | Suzuki GSX-R 1000                                       | 9              |
| 2007               | Supersport      | Philipp Hafeneger              | Triumph Daytona 675                                     | 4              |
| 2008               | Supersport      | Jesco Günther                  | Triumph Daytona 675                                     | 15             |
| 2008               | Supersport      | Dominic Vincon                 | Triumph Daytona 675                                     | 23             |
| Wilbers-BMW-Racing |                 |                                |                                                         |                |
| 2010               | Superbike       | Philipp Hafeneger              | BMW S 1000 RR                                           | 19             |
| 2011               | Superbike       | Gareth Jones                   | BMW S 1000 RR                                           | 6              |
| 2011               | Superbike       | Filip Altendorfer              | BMW S 1000 RR                                           | 11             |
| 2011               | Superbike       | Ireneusz Sikora                | BMW S 1000 RR                                           | 19             |
| 2012               | Superbike       | Jörg Teuchert                  | BMW S 1000 RR                                           | 3              |
| 2012               | Superbike       | Gareth Jones                   | BMW S 1000 RR                                           | 4              |
| 2012               | Superbike       | Lucy Glöckner                  | BMW S 1000 RR                                           | 12             |
| 2012               | Superbike       | Ireneusz Sikora                | BMW S 1000 RR                                           | 15             |
| 2013               | Superbike       | Stefan Nebel                   | BMW HP4                                                 | 8              |
| 2013               | Superbike       | Lucy Glöckner                  | BMW HP4                                                 | 11             |
| 2014               | Superbike       | Stefan Nebel                   | BMW HP4                                                 | 5              |
| 2014               | Superstock 1000 | Lucy Glöckner                  | BMW HP4                                                 | 2              |
| 2014               | Gespann         | Jörg Steinhausen / Axel Kölsch | LCR-BMW                                                 | 8              |
| 2015               | Superbike       | Matěj Smrž                     | BMW HP4                                                 | 4              |
| 2015               | Superbike       | Gareth Jones                   | Kawasaki ZX-10R (Weber-Diener Racing Team) bzw. BMW HP4 | 9              |
| 2015               | Superstock 1000 | Lucy Glöckner                  | BMW HP4                                                 | 11             |
| 2016               | Superbike       | Bastien Mackels                | BMW S 1000 RR                                           | 5              |
| 2016               | Superbike       | Ireneusz Sikora                | BMW S 1000 RR                                           | 9              |
| 2016               | Superstock 1000 | Michal Filla                   | BMW HP4                                                 | 24             |
| 2016               | Superstock 1000 | Colin Rossi                    | BMW HP4                                                 | 25             |
| 2017               | Superbike       | Marko Nekvasil                 | BMW S 1000 RR                                           | 16             |
| 2017               | Superbike       | Patryk Kosiniak                | BMW S 1000 RR                                           | 20             |
| 2018               | Superbike       | Bastien Mackels                | BMW S 1000 RR                                           | 2              |
| 2019               | Superbike       | Bastien Mackels                | BMW S 1000 RR                                           | 12             |

## Publikationen
- Werner Koch, Benny Wilbers: Neue Fahrwerkstechnik im Detail. Hrsg. von Wilbers Products. Art Motor Verlag, Rösrath 2001, ISBN 3-929534-17-7.